# 烏里揚尼基 (基輔州)
49°55′28″N 31°7′4″E / 49.92444°N 31.11778°E
烏里揚尼基（烏克蘭語：Уляники）是位於烏克蘭北部的村莊，由基辅州奧布希夫區的勒日希夫市鎮負責管轄。該村始建於1918年，面積2.22平方公里，海拔高度126米，2001年人口270，人口密度每平方公里121.5人。